# Медовый Дол
Медовый Дол — остановочный пункт Пермского региона Свердловской железной дороги на межстанционном перегоне Мулянка — Юг Транссибирской магистрали.

## Название
Остановочный пункт Медовый Дол получил своё современное название в 2021 году в рамках кампании по  присвоению наименований безымянным остановочным и раздельным пунктам Свердловской железной дороги, начатой ещё в 2020 году. Среди ближайших садоводческих товариществ есть сады «Медовый Дол № 1», «Медовый Дол № 2» и «Медовый Дол № 3». До этого остановочный пункт назывался 1470-м километром (1470 км) по километражу Транссиба.
Медовый Дол является не единственным остановочным пунктом, получившим новое название в ходе кампании. Например, в Пермском районе в другую волну переименований изменил своё имя остановочный пункт 1492 км, получивший название СНТ Вита по наименованию близлежащих садов.

## Географическое положение
Остановочный пункт Медовый Дол расположен на 1470-м километре главного хода Транссибирской железнодорожной магистрали, на екатеринбургском направлении от станции Пермь II.
Остановочный пункт находится к югу от Перми, в Пермском районе как административно-территориальной единице Пермского края и в Пермском муниципальном округе как муниципальном образовании, созданном в границах упразднённого Пермского муниципального района.
Остановочный пункт Медовый Дол находится в лесистой местности между посёлком Мулянка, расположенным севернее, и селом Бершеть, расположенным южнее. Железнодорожные станции Мулянка и Юг, расположенные в посёлке и селе соответственно, заключают между собой перегон, на котором и находится остановочный пункт. Расстояние от Медового Дола до станции Мулянки — 4,9 км, до Юга — 3,9 км. Тем не менее, самая северная и окраинная Дальная улица и начало улицы Сибирский тракт расположены всего в 800-х метрах от остановочного пункта. К востоку от Медового Дола расположены садоводческие товарищества «Родник», «Пчёлка», «Юг», «Строитель-3», «Медовый Дол № 1», «Медовый Дол № 2» и «Медовый Дол № 3». Северо-восточнее пункта находится лесистая гора Алупыш.
Также в районе Медового Дола проходила граница бывших сельских поселений, входивших в состав ныне упразднённого Пермского муниципального района. В 2004—2013 годах здесь проходила граница между Мулянским и Бершетским сельскими поселениями, а после включения Мулянского в состав Лобановского сельского поселения в 2013 году и вплоть до упразднения сельских поселений в 2022 году — между Лобановским и Бершетским сельскими поселениями.

## Пригородные перевозки
Остановочный пункт Медовый Дол расположен на двухпутной электрифицированной железнодорожной ветке. Электрификация участка Пермь — Шаля проводилась в 1963 году.
В настоящее время через Медовый Дол курсируют пригородные электропоезда, в том числе скоростные электропоезда «Ласточка». Компания-перевозчик — АО «Пермская пригородная компания». Маршруты поездов сосредоточены в основном в окрестностях города Перми и по средней полосе Пермского края. Часть маршрутов поездов достигают Шалинского района соседней Свердловской области. Маршруты следования поездов по остановочному пункту представлены в таблице «Пригородное сообщение» (данные представлены на 2022—2023 годы, возможны незначительные изменения). Поезда дальнего следования проходят Медовый Дол без остановок. На остановочном пункте две боковые пассажирские платформы. Зала ожидания и билетных касс здесь нет.
|                                                  | Пермское направление | Пермское направление | Пермское направление | Екатеринбургское направление | Екатеринбургское направление | Екатеринбургское направление |
| Номера поездов                                   | Маршрут              | Дни следования       | Номера поездов       | Маршрут                      | Дни следования               |                              |
| ------------------------------------------------ | -------------------- | -------------------- | -------------------- | ---------------------------- | ---------------------------- | ---------------------------- |
| Пригородные электропоезда                        | 7161                 | Кишерть — Пермь II   | Ежедневно            | 6198                         | Пермь II — Кишерть           | Ежедневно                    |
| Пригородные электропоезда                        | 7121                 | Кукуштан — Пермь II  | По будням            |                              |                              |                              |
| Пригородные электропоезда                        | 7175/7165            | Шаля — Пермь II      | Ежедневно            | 6002/7162/7176               | Верещагино — Шаля            | Ежедневно                    |
| Пригородные электропоезда                        | 6193                 | Кунгур — Верещагино  | По пт и вс           | 6194                         | Пермь II — Кунгур            | По пт и вс                   |
| Пригородные электропоезда                        | 7177/7177/7173/6107  | Шаля — Оверята       | Ежедневно            |                              |                              |                              |
| Скоростные пригородные электропопезда «Ласточка» | 7191/7143            | Кунгур — Верещагино  | Ежедневно            | 7144/6192                    | Верещагино — Кунгур          | Ежедневно                    |
| Скоростные пригородные электропопезда «Ласточка» | 7169/6132            | Кордон — Лёвшино     | Ежедневно            | 6121/7166                    | Лёвшино — Кордон             | Ежедневно                    |

### Электронные ресурсы
1. 1 2 3  История электрификации железных дорог СССР. Дата обращения: 27 октября 2022. Архивировано 21 июня 2017 года.
2. ↑  Буквы вместо цифр. В Кунгурском округе переименовали две остановочные площадки — Искра. Дата обращения: 27 октября 2022. Архивировано 27 октября 2022 года.
3. 1 2 3 4  Данные получены при помощи картографического сервиса Яндекс Карты.
4. ↑  В Прикамье переименовали шесть железнодорожных остановок — 59.ru. Дата обращения: 27 октября 2022. Архивировано 27 октября 2022 года.
5. 1 2  Закон Пермского края от 29.04.2022 № 75-ПК «Об образовании нового муниципального образования Пермский муниципальный округ Пермского края». Дата обращения: 29 июня 2022.
6. ↑  Закон Пермской области от 1 декабря 2004 года № 1868-402 «Об утверждении границ и о наделении статусом муниципальных образований Пермского района Пермского края». Дата обращения: 11 марта 2015. Архивировано 4 февраля 2019 года.
7. ↑  Закон Пермского края от 6 мая 2013 года N 194-ПК «Об образовании нового муниципального образования Лобановское сельское поселение Пермского муниципального района Пермского края». Дата обращения: 29 июня 2022. Архивировано 7 февраля 2019 года.
8. ↑  Расписание электричек по остановочному пункту Медовый Дол (1470 км) — АО «Пермская пригородная компания» (недоступная ссылка)
9. ↑  Остановочный пункт 1470 км. Фотолинии — Railwayz.info. Дата обращения: 27 октября 2022. Архивировано 27 октября 2022 года.